# 神戸和昭
神戸 和昭（ごうど かずあき、1960年 - ）は、日本の言語学者である。千葉大学教授。専門は、日本語学・江戸語。

## 来歴・人物
1984年、埼玉大学教養学部卒業。1990年、東北大学大学院文学研究科博士後期課程中退。同年に東北大学助手、1992年に千葉大学専任講師を経て、1995年より千葉大学文学部日本文化学科助教授、のち教授。

## 著書

### 共著
- 『ケーススタディ日本語の歴史』、おうふう、2002年
- 「芭蕉発句における格助詞ガ・ノの用法」（『語彙・語法の新研究』、明治書院、1999年）
- 『日本語研究法 古代語編』、おうふう、1998年
- 「化政期・幕末期江戸戯作における合拗音と規範意識」（『日本語の地理歴史構造』、明治書院、1997年）

## 論文
- 「江戸東京語における自称オレの女性忌避」（『語文論叢』 (29), 64-52, 2014年）
- 「日本語とそれをとりまく言葉たち(3)」（『千葉大学人文社会科学研究科研究プロジェクト報告書』 244, 1-1, 2012年）
- 「国語学近代語 危うさの上に花開く多彩さ」（『文学・語学』 -(201), 108-111, 2011年）
- 「『雨月物語』『春雨物語』における時の助動詞　-近世文語文の国語学的研究の一端として」（『千葉大学人文研究』 (40), 93-121, 2011年）
- 「国語学 日本語史(2)室町時代以降現代まで」（『文学・語学』 (190), 68-72, 2008年）
- 「松本泰丈先生を送る」（『千葉大学人文研究』 (35), 17-45, 2006年）
- 「書評 鈴木丹士郎著『近世文語の研究』」（『文芸研究』 160, 67-69, 2005年）
- 「川柳・雑俳にあらわれた外来語 -近世の基本外来語をさぐる」（『国文学解釈と鑑賞』 70(1), 56-67, 2005年）
- 「蕪村発句における格助詞ガ・ノの用法 -芭蕉発句と比較して」（『国語学研究』 (43), 142-128, 2004年）
- 「『夢酔独言』における合拗音」（『近代語研究11』、武蔵野書院、2002年）
- 「お屋敷奉公と江戸町人女性のことばとしつけ」（『国語論究9』、明治書院、2002年）
- 「日本語史研究のすすめ」（『国文学解釈と鑑賞』, 66/1, 2001年）
- 「『表記史』研究十箇条」（『日本語学』, 19/11, 2000年）
- 「幕末期～明治初期江戸語・東京語における合拗音と洋学資料」（『語から文章へ』、2000年）
- 「黄表紙会話文の口語性について―山東京伝作『江戸生艶気樺焼』の検討を中心に」（『近代語研究10』、武蔵野書院、1999年）
- 「ゴマノハイ・ゴマノハエ考」（『千葉大学人文研究』, 23/, 1994年）
- 「近世語資料としての江戸戯作の写実性に関する一検証―『浮世風呂』における合拗音を中心に」（『語文論叢』, 21/, 1993年）
- 「化政期江戸語に於ける合拗音クヮ（グヮ）―『浮世風呂』を資料として」（『国語学研究』, 30/, 1990年）
- 「近世中期文語文における格助詞「の」「が」―芭蕉紀行文・日記及び書簡を資料とする」（『国語学研究』, 28/, 1988年）